# Президентские выборы в Исландии (2000)
Президентские выборы в Исландии прошли в июне 2000 года, на них должен был быть избран новый президент Исландии.
Тем не менее, из-за отсутствия на выборах кандидатов, соответствующим всем критериям участия, президентом был переизбран политик Оулавюр Рагнар Гримссон на второй срок.

## История
После президентских выборов в Исландии 1996 года президент Оулавюр Рагнар Гримссон был избран на свой первый срок, и к июню 2000 года, согласно исландской политической традиции, должны были состояться новые президентские выборы в Исландии.
В январе 2000 года в своём новогоднем обращении к исландскому народу Оулавюр объявил о том, что желает участвовать в президентских выборах 2000 года.

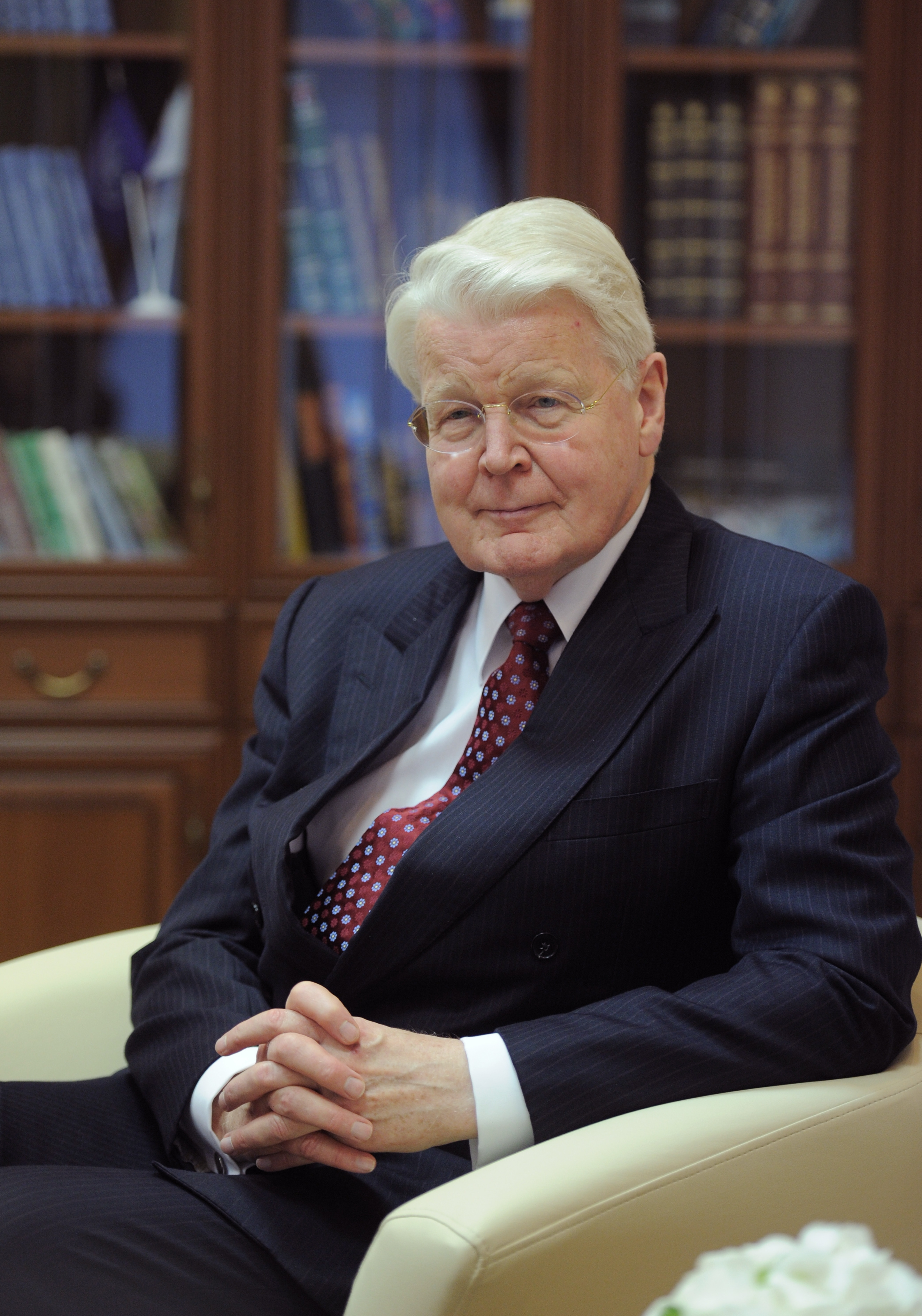
Оулавюр Рагнар Гримссон

Также хотел баллотироваться в президенты и исландский бизнесмен и борец за мир Аусттоур Магнуссон Виюм. Тем не менее, во время президентской гонки Аусттоур Магнуссон не смог собрать нужное количество подписей для продвижения своей кандидатуры и в конечном счёте выбыл из предстоящих выборов президента.
Так как Аусттоур Магнуссон был единственным потенциальным кандидатом, который кроме Оулавюра подал заявку на участие в выборах, в июне 2000 года к началу выборов у Оулавюра Рагнара Гримссона не было никаких соперников, и он был официально переизбран на второй срок в качестве президента Исландии.